# Wereldkampioenschappen beachvolleybal 2003 (vrouwen)
Het vrouwentoernooi van de wereldkampioenschappen beachvolleybal 2003 in Rio de Janeiro vond plaats van 7 tot en met 12 oktober. Het als eerste geplaatste Amerikaanse duo Kerri Walsh en Misty May won de wereldtitel door de Braziliaanse titelverdedigers Adriana Behar en Shelda Bede in de finale in twee sets te verslaan. Het Australische duo Natalie Cook en Nicole Sanderson won de wedstrijd om het brons van het Amerikaanse tweetal Jenny Jordan en Annett Davis.

## Groepsfase
|  | Direct naar laatste 32                      |
|  | Als acht beste nummers drie naar laatste 32 |

### Groep A
| # | Ploeg                | Punten | Wedstrijden | Wedstrijden | Spelpunten | Spelpunten | Spelpunten | Sets | Sets | Sets  |
| # | Ploeg                | Punten | W           | V           | W          | V          | Ratio      | W    | V    | Ratio |
| - | -------------------- | ------ | ----------- | ----------- | ---------- | ---------- | ---------- | ---- | ---- | ----- |
| 1 | Walsh / May          | 6      | 3           | 0           | 85         | 60         | 1,417      | 4    | 0    | MAX   |
| 2 | You Wenhui / Wang Lu | 5      | 2           | 1           | 70         | 79         | 0,886      | 2    | 2    | 1,000 |
| 3 | Perrotta / Gattelli  | 4      | 1           | 2           | 69         | 85         | 0,812      | 0    | 4    | 0,000 |

| Datum     |                      | Score |                      | Set 1   | Set 2   | Set 3 |
| --------- | -------------------- | ----- | -------------------- | ------- | ------- | ----- |
| 7 oktober | You Wenhui / Wang Lu | –     | Bye                  | Bye     | Bye     | Bye   |
| 7 oktober | Walsh / May          | 2 – 0 | Perrotta / Gattelli  | 21 – 12 | 22 – 20 |       |
| 8 oktober | Perrotta / Gattelli  | –     | Bye                  | Bye     | Bye     | Bye   |
| 8 oktober | Walsh / May          | 2 – 0 | You Wenhui / Wang Lu | 21 – 14 | 21 – 14 |       |
| 8 oktober | Walsh / May          | –     | Bye                  | Bye     | Bye     | Bye   |
| 8 oktober | You Wenhui / Wang Lu | 2 – 0 | Perrotta / Gattelli  | 21 – 18 | 21 – 19 |       |

### Groep B
| # | Ploeg                    | Punten | Wedstrijden | Wedstrijden | Spelpunten | Spelpunten | Spelpunten | Sets | Sets | Sets  |
| # | Ploeg                    | Punten | W           | V           | W          | V          | Ratio      | W    | V    | Ratio |
| - | ------------------------ | ------ | ----------- | ----------- | ---------- | ---------- | ---------- | ---- | ---- | ----- |
| 1 | Ana Paula / Sandra Pires | 6      | 3           | 0           | 126        | 91         | 1,385      | 6    | 0    | MAX   |
| 2 | Håkedal / Tørlen         | 4      | 1           | 2           | 127        | 136        | 0,934      | 3    | 4    | 0,750 |
| 3 | Ana Richa / Larissa      | 4      | 1           | 2           | 145        | 154        | 0,942      | 3    | 5    | 0,600 |
| 4 | Crespo / Ribalta         | 4      | 1           | 2           | 127        | 144        | 0,882      | 2    | 5    | 0,400 |

| Datum     |                          | Score |                     | Set 1   | Set 2   | Set 3   |
| --------- | ------------------------ | ----- | ------------------- | ------- | ------- | ------- |
| 7 oktober | Håkedal / Tørlen         | 1 – 2 | Ana Richa / Larissa | 23 – 25 | 21 – 18 | 12 – 15 |
| 7 oktober | Ana Paula / Sandra Pires | 2 – 0 | Crespo / Ribalta    | 21 – 18 | 21 – 17 |         |
| 8 oktober | Crespo / Ribalta         | 2 – 1 | Ana Richa / Larissa | 21 – 19 | 13 – 21 | 22 – 20 |
| 8 oktober | Ana Paula / Sandra Pires | 2 – 0 | Håkedal / Tørlen    | 21 – 18 | 21 – 11 |         |
| 8 oktober | Ana Paula / Sandra Pires | 2 – 0 | Ana Richa / Larissa | 21 – 14 | 21 – 13 |         |
| 8 oktober | Håkedal / Tørlen         | 2 – 0 | Crespo / Ribalta    | 21 – 19 | 21 – 17 |         |

### Groep C
| # | Ploeg                  | Punten | Wedstrijden | Wedstrijden | Spelpunten | Spelpunten | Spelpunten | Sets | Sets | Sets  |
| # | Ploeg                  | Punten | W           | V           | W          | V          | Ratio      | W    | V    | Ratio |
| - | ---------------------- | ------ | ----------- | ----------- | ---------- | ---------- | ---------- | ---- | ---- | ----- |
| 1 | Adriana Behar / Shelda | 6      | 3           | 0           | 137        | 105        | 1,305      | 6    | 1    | 6,000 |
| 2 | Clarke / Gerlic        | 5      | 2           | 1           | 144        | 129        | 1,116      | 5    | 3    | 1,667 |
| 3 | Jackie Silva / Juliana | 4      | 1           | 2           | 148        | 153        | 0,967      | 3    | 5    | 0,600 |
| 4 | Kadjo / Arjona         | 3      | 0           | 3           | 102        | 144        | 0,708      | 1    | 6    | 0,167 |

| Datum     |                        | Score |                        | Set 1   | Set 2   | Set 3   |
| --------- | ---------------------- | ----- | ---------------------- | ------- | ------- | ------- |
| 7 oktober | Clarke / Gerlic        | 2 – 1 | Jackie Silva / Juliana | 21 – 15 | 19 – 21 | 15 – 12 |
| 7 oktober | Adriana Behar / Shelda | 2 – 0 | Kadjo / Arjona         | 21 – 12 | 21 – 6  |         |
| 8 oktober | Kadjo / Arjona         | 1 – 2 | Jackie Silva / Juliana | 16 – 21 | 26 – 24 | 11 – 15 |
| 8 oktober | Adriana Behar / Shelda | 2 – 1 | Clarke / Gerlic        | 14 – 21 | 21 – 16 | 15 – 10 |
| 8 oktober | Adriana Behar / Shelda | 2 – 0 | Jackie Silva / Juliana | 21 – 18 | 24 – 20 |         |
| 8 oktober | Clarke / Gerlic        | 2 – 0 | Kadjo / Arjona         | 21 – 15 | 21 – 16 |         |

### Groep D
| # | Ploeg               | Punten | Wedstrijden | Wedstrijden | Spelpunten | Spelpunten | Spelpunten | Sets | Sets | Sets  |
| # | Ploeg               | Punten | W           | V           | W          | V          | Ratio      | W    | V    | Ratio |
| - | ------------------- | ------ | ----------- | ----------- | ---------- | ---------- | ---------- | ---- | ---- | ----- |
| 1 | Ahmann / Vollmer    | 6      | 3           | 0           | 150        | 130        | 1,154      | 6    | 1    | 6,000 |
| 2 | Tian Jia / Wang Fei | 5      | 2           | 1           | 128        | 115        | 1,113      | 4    | 2    | 2,000 |
| 3 | Tokuno / Kusuhara   | 4      | 1           | 2           | 114        | 115        | 0,991      | 2    | 4    | 0,500 |
| 4 | Seike / Yamakawa    | 3      | 0           | 3           | 110        | 142        | 0,775      | 1    | 6    | 0,167 |

| Datum     |                     | Score |                   | Set 1   | Set 2   | Set 3   |
| --------- | ------------------- | ----- | ----------------- | ------- | ------- | ------- |
| 7 oktober | Ahmann / Vollmer    | 2 – 1 | Seike / Yamakawa  | 21 – 14 | 21 – 23 | 15 – 11 |
| 7 oktober | Tian Jia / Wang Fei | 2 – 0 | Tokuno / Kusuhara | 21 – 15 | 21 – 18 |         |
| 8 oktober | Tokuno / Kusuhara   | 2 – 0 | Seike / Yamakawa  | 21 – 18 | 21 – 12 |         |
| 8 oktober | Tian Jia / Wang Fei | 0 – 2 | Ahmann / Vollmer  | 27 – 29 | 16 – 21 |         |
| 8 oktober | Tian Jia / Wang Fei | 2 – 0 | Seike / Yamakawa  | 22 – 20 | 21 – 12 |         |
| 8 oktober | Ahmann / Vollmer    | 2 – 0 | Tokuno / Kusuhara | 21 – 19 | 22 – 20 |         |

### Groep E
| # | Ploeg              | Punten | Wedstrijden | Wedstrijden | Spelpunten | Spelpunten | Spelpunten | Sets | Sets | Sets  |
| # | Ploeg              | Punten | W           | V           | W          | V          | Ratio      | W    | V    | Ratio |
| - | ------------------ | ------ | ----------- | ----------- | ---------- | ---------- | ---------- | ---- | ---- | ----- |
| 1 | Cook / Sanderson   | 6      | 3           | 0           | 126        | 68         | 1,853      | 6    | 0    | MAX   |
| 2 | Gaxiola / García   | 5      | 2           | 1           | 114        | 124        | 0,919      | 4    | 3    | 1,333 |
| 3 | Barrera / Jaouen   | 4      | 1           | 2           | 111        | 128        | 0,867      | 3    | 4    | 0,750 |
| 4 | Maaseide / Glesnes | 3      | 0           | 3           | 97         | 128        | 0,758      | 0    | 6    | 0,000 |

| Datum     |                    | Score |                    | Set 1   | Set 2   | Set 3   |
| --------- | ------------------ | ----- | ------------------ | ------- | ------- | ------- |
| 7 oktober | Gaxiola / García   | 2 – 1 | Barrera / Jaouen   | 21 – 15 | 14 – 21 | 15 – 10 |
| 7 oktober | Cook / Sanderson   | 2 – 0 | Maaseide / Glesnes | 21 – 12 | 21 – 13 |         |
| 8 oktober | Maaseide / Glesnes | 0 – 2 | Barrera / Jaouen   | 15 – 21 | 21 – 23 |         |
| 8 oktober | Cook / Sanderson   | 2 – 0 | Gaxiola / García   | 21 – 7  | 21 – 15 |         |
| 8 oktober | Cook / Sanderson   | 2 – 0 | Barrera / Jaouen   | 21 – 11 | 21 – 10 |         |
| 8 oktober | Gaxiola / García   | 2 – 0 | Maaseide / Glesnes | 21 – 19 | 21 – 17 |         |

### Groep F
| # | Ploeg                       | Punten | Wedstrijden | Wedstrijden | Spelpunten | Spelpunten | Spelpunten | Sets | Sets | Sets  |
| # | Ploeg                       | Punten | W           | V           | W          | V          | Ratio      | W    | V    | Ratio |
| - | --------------------------- | ------ | ----------- | ----------- | ---------- | ---------- | ---------- | ---- | ---- | ----- |
| 1 | McPeak / Youngs             | 6      | 3           | 0           | 143        | 105        | 1,362      | 6    | 1    | 6,000 |
| 2 | Jantsjoelova / Jantsjoelova | 4      | 1           | 2           | 140        | 144        | 0,972      | 4    | 4    | 1,000 |
| 3 | Alexandra / Minello         | 4      | 1           | 2           | 108        | 107        | 1,009      | 2    | 4    | 0,500 |
| 4 | Ljungquist / Granström      | 4      | 1           | 2           | 101        | 136        | 0,743      | 2    | 5    | 0,400 |

| Datum     |                             | Score |                             | Set 1   | Set 2   | Set 3   |
| --------- | --------------------------- | ----- | --------------------------- | ------- | ------- | ------- |
| 7 oktober | Alexandra / Minello         | 2 – 0 | Ljungquist / Granström      | 21 – 16 | 21 – 7  |         |
| 7 oktober | McPeak / Youngs             | 2 – 1 | Jantsjoelova / Jantsjoelova | 21 – 14 | 23 – 25 | 15 – 7  |
| 8 oktober | Jantsjoelova / Jantsjoelova | 1 – 2 | Ljungquist / Granström      | 21 – 15 | 18 – 21 | 13 – 15 |
| 8 oktober | McPeak / Youngs             | 2 – 0 | Alexandra / Minello         | 21 – 16 | 21 – 16 |         |
| 8 oktober | McPeak / Youngs             | 2 – 0 | Ljungquist / Granström      | 21 – 17 | 21 – 10 |         |
| 8 oktober | Alexandra / Minello         | 0 – 2 | Jantsjoelova / Jantsjoelova | 16 – 21 | 18 – 21 |         |

### Groep G
| # | Ploeg               | Punten | Wedstrijden | Wedstrijden | Spelpunten | Spelpunten | Spelpunten | Sets | Sets | Sets  |
| # | Ploeg               | Punten | W           | V           | W          | V          | Ratio      | W    | V    | Ratio |
| - | ------------------- | ------ | ----------- | ----------- | ---------- | ---------- | ---------- | ---- | ---- | ----- |
| 1 | Jordan / Davis      | 6      | 3           | 0           | 126        | 88         | 1,432      | 6    | 0    | MAX   |
| 2 | Kadijk / Leenstra   | 5      | 2           | 1           | 116        | 80         | 1,450      | 4    | 2    | 2,000 |
| 3 | Jobst / Stragliotto | 4      | 1           | 2           | 98         | 114        | 0,860      | 2    | 4    | 0,500 |
| 4 | Wiig / Josefsen     | 3      | 0           | 3           | 68         | 126        | 0,540      | 0    | 6    | 0,000 |

| Datum     |                     | Score |                     | Set 1   | Set 2   | Set 3 |
| --------- | ------------------- | ----- | ------------------- | ------- | ------- | ----- |
| 7 oktober | Kadijk / Leenstra   | 2 – 0 | Wiig / Josefsen     | 21 – 3  | 21 – 10 |       |
| 7 oktober | Jordan / Davis      | 2 – 0 | Jobst / Stragliotto | 21 – 14 | 21 – 17 |       |
| 7 oktober | Jobst / Stragliotto | 2 – 0 | Wiig / Josefsen     | 21 – 12 | 21 – 18 |       |
| 7 oktober | Jordan / Davis      | 2 – 0 | Kadijk / Leenstra   | 21 – 17 | 21 – 15 |       |
| 8 oktober | Jordan / Davis      | 2 – 0 | Wiig / Josefsen     | 21 – 14 | 21 – 11 |       |
| 8 oktober | Kadijk / Leenstra   | 2 – 0 | Jobst / Stragliotto | 21 – 18 | 21 – 7  |       |

### Groep H
| # | Ploeg                | Punten | Wedstrijden | Wedstrijden | Spelpunten | Spelpunten | Spelpunten | Sets | Sets | Sets  |
| # | Ploeg                | Punten | W           | V           | W          | V          | Ratio      | W    | V    | Ratio |
| - | -------------------- | ------ | ----------- | ----------- | ---------- | ---------- | ---------- | ---- | ---- | ----- |
| 1 | Shaylyn / Ribeiro    | 6      | 3           | 0           | 126        | 89         | 1,416      | 6    | 0    | MAX   |
| 2 | Benoit / Kuhn        | 5      | 2           | 1           | 117        | 103        | 1,136      | 4    | 2    | 2,000 |
| 3 | Montagnolli / Hansel | 4      | 1           | 2           | 102        | 133        | 0,767      | 2    | 5    | 0,400 |
| 4 | Guenette / Gougeon   | 3      | 0           | 3           | 114        | 134        | 0,851      | 1    | 6    | 0,167 |

| Datum     |                      | Score |                      | Set 1   | Set 2   | Set 3   |
| --------- | -------------------- | ----- | -------------------- | ------- | ------- | ------- |
| 7 oktober | Guenette / Gougeon   | 0 – 2 | Shaylyn / Ribeiro    | 13 – 21 | 16 – 21 |         |
| 7 oktober | Benoit / Kuhn        | 2 – 0 | Montagnolli / Hansel | 21 – 12 | 21 – 13 |         |
| 7 oktober | Montagnolli / Hansel | 0 – 2 | Shaylyn / Ribeiro    | 12 – 21 | 15 – 21 |         |
| 7 oktober | Benoit / Kuhn        | 2 – 0 | Guenette / Gougeon   | 21 – 19 | 21 – 17 |         |
| 8 oktober | Benoit / Kuhn        | 0 – 2 | Shaylyn / Ribeiro    | 17 – 21 | 16 – 21 |         |
| 8 oktober | Guenette / Gougeon   | 1 – 2 | Montagnolli / Hansel | 21 – 14 | 18 – 21 | 10 – 15 |

### Groep J
| # | Ploeg               | Punten | Wedstrijden | Wedstrijden | Spelpunten | Spelpunten | Spelpunten | Sets | Sets | Sets  |
| # | Ploeg               | Punten | W           | V           | W          | V          | Ratio      | W    | V    | Ratio |
| - | ------------------- | ------ | ----------- | ----------- | ---------- | ---------- | ---------- | ---- | ---- | ----- |
| 1 | Sfyri / Karadassiou | 6      | 3           | 0           | 143        | 135        | 1,059      | 6    | 1    | 6,000 |
| 2 | Claasen / Deister   | 4      | 1           | 2           | 132        | 117        | 1,128      | 3    | 4    | 0,750 |
| 3 | Naidoo / Willand    | 4      | 1           | 2           | 145        | 140        | 1,036      | 3    | 4    | 0,750 |
| 4 | Nagy / Petho        | 4      | 1           | 2           | 119        | 147        | 0,810      | 2    | 5    | 0,400 |

| Datum     |                     | Score |                   | Set 1   | Set 2   | Set 3   |
| --------- | ------------------- | ----- | ----------------- | ------- | ------- | ------- |
| 7 oktober | Naidoo / Willand    | 2 – 0 | Claasen / Deister | 21 – 15 | 21 – 18 |         |
| 7 oktober | Sfyri / Karadassiou | 2 – 0 | Nagy / Petho      | 21 – 19 | 21 – 19 |         |
| 7 oktober | Nagy / Petho        | 0 – 2 | Claasen / Deister | 12 – 21 | 9 – 21  |         |
| 7 oktober | Sfyri / Karadassiou | 2 – 0 | Naidoo / Willand  | 21 – 16 | 26 – 24 |         |
| 8 oktober | Sfyri / Karadassiou | 2 – 1 | Claasen / Deister | 14 – 21 | 22 – 20 | 18 – 16 |
| 8 oktober | Naidoo / Willand    | 1 – 2 | Nagy / Petho      | 19 – 21 | 21 – 14 | 23 – 25 |

### Groep K
| # | Ploeg                     | Punten | Wedstrijden | Wedstrijden | Spelpunten | Spelpunten | Spelpunten | Sets | Sets | Sets  |
| # | Ploeg                     | Punten | W           | V           | W          | V          | Ratio      | W    | V    | Ratio |
| - | ------------------------- | ------ | ----------- | ----------- | ---------- | ---------- | ---------- | ---- | ---- | ----- |
| 1 | Lahme / Müsch             | 6      | 3           | 0           | 138        | 62         | 2,226      | 6    | 1    | 6,000 |
| 2 | Arvaniti / Koutroumanidou | 5      | 2           | 1           | 137        | 126        | 1,087      | 5    | 3    | 1,667 |
| 3 | Boileau / Morin           | 4      | 1           | 2           | 96         | 84         | 1,143      | 2    | 4    | 0,500 |
| 4 | Nikolaidou / Tsiartsiani  | 3      | 0           | 3           | 39         | 138        | 0,283      | 1    | 6    | 0,167 |

| Datum     |                           | Score |                           | Set 1                | Set 2                | Set 3                |
| --------- | ------------------------- | ----- | ------------------------- | -------------------- | -------------------- | -------------------- |
| 7 oktober | Arvaniti / Koutroumanidou | –     | Nikolaidou / Tsiartsiani  | Opgave door blessure | Opgave door blessure | Opgave door blessure |
| 7 oktober | Lahme / Müsch             | 2 – 0 | Boileau / Morin           | 21 – 12              | 21 – 9               |                      |
| 7 oktober | Boileau / Morin           | –     | Nikolaidou / Tsiartsiani  | Opgave door blessure | Opgave door blessure | Opgave door blessure |
| 7 oktober | Lahme / Müsch             | 2 – 1 | Arvaniti / Koutroumanidou | 18 – 21              | 21 – 10              | 15 – 10              |
| 8 oktober | Lahme / Müsch             | –     | Nikolaidou / Tsiartsiani  | Opgave door blessure | Opgave door blessure | Opgave door blessure |
| 8 oktober | Arvaniti / Koutroumanidou | 2 – 0 | Boileau / Morin           | 21 – 19              | 21 – 14              |                      |

### Groep L
| # | Ploeg              | Punten | Wedstrijden | Wedstrijden | Spelpunten | Spelpunten | Spelpunten | Sets | Sets | Sets  |
| # | Ploeg              | Punten | W           | V           | W          | V          | Ratio      | W    | V    | Ratio |
| - | ------------------ | ------ | ----------- | ----------- | ---------- | ---------- | ---------- | ---- | ---- | ----- |
| 1 | Dumont / Martin    | 5      | 2           | 1           | 137        | 108        | 1,269      | 5    | 2    | 2,500 |
| 2 | Pohl / Rau         | 5      | 2           | 1           | 135        | 124        | 1,089      | 5    | 3    | 1,667 |
| 3 | Larrea / Fernández | 5      | 2           | 1           | 120        | 128        | 0,938      | 4    | 3    | 1,333 |
| 4 | Alcon / Pol        | 3      | 0           | 3           | 101        | 133        | 0,759      | 0    | 6    | 0,000 |

| Datum     |                    | Score |                 | Set 1   | Set 2   | Set 3   |
| --------- | ------------------ | ----- | --------------- | ------- | ------- | ------- |
| 7 oktober | Pohl / Rau         | 2 – 0 | Alcon / Pol     | 21 – 17 | 21 – 13 |         |
| 7 oktober | Larrea / Fernández | 0 – 2 | Dumont / Martin | 14 – 21 | 16 – 21 |         |
| 7 oktober | Dumont / Martin    | 2 – 0 | Alcon / Pol     | 21 – 11 | 24 – 22 |         |
| 7 oktober | Larrea / Fernández | 2 – 1 | Pohl / Rau      | 21 – 18 | 8 – 21  | 15 – 9  |
| 8 oktober | Larrea / Fernández | 2 – 0 | Alcon / Pol     | 25 – 23 | 21 – 15 |         |
| 8 oktober | Pohl / Rau         | 2 – 1 | Dumont / Martin | 21 – 19 | 9 – 21  | 15 – 10 |

### Groep M
| # | Ploeg               | Punten | Wedstrijden | Wedstrijden | Spelpunten | Spelpunten | Spelpunten | Sets | Sets | Sets  |
| # | Ploeg               | Punten | W           | V           | W          | V          | Ratio      | W    | V    | Ratio |
| - | ------------------- | ------ | ----------- | ----------- | ---------- | ---------- | ---------- | ---- | ---- | ----- |
| 1 | Mason / DeNecochea  | 6      | 3           | 0           | 126        | 98         | 1,286      | 6    | 0    | MAX   |
| 2 | Nováková / Celbová  | 5      | 2           | 1           | 122        | 110        | 1,109      | 4    | 2    | 2,000 |
| 3 | Vieira / Mônica     | 4      | 1           | 2           | 111        | 124        | 0,895      | 2    | 4    | 0,500 |
| 4 | Bruschini / Solazzi | 3      | 0           | 3           | 102        | 129        | 0,791      | 0    | 6    | 0,000 |

| Datum     |                    | Score |                     | Set 1   | Set 2   | Set 3 |
| --------- | ------------------ | ----- | ------------------- | ------- | ------- | ----- |
| 7 oktober | Mason / DeNecochea | 2 – 0 | Bruschini / Solazzi | 21 – 14 | 21 – 16 |       |
| 7 oktober | Nováková / Celbová | 2 – 0 | Vieira / Mônica     | 21 – 18 | 21 – 18 |       |
| 7 oktober | Vieira / Mônica    | 2 – 0 | Bruschini / Solazzi | 24 – 22 | 21 – 18 |       |
| 7 oktober | Nováková / Celbová | 0 – 2 | Mason / DeNecochea  | 19 – 21 | 19 – 21 |       |
| 8 oktober | Nováková / Celbová | 2 – 0 | Bruschini / Solazzi | 21 – 15 | 21 – 17 |       |
| 8 oktober | Mason / DeNecochea | 2 – 0 | Vieira / Mônica     | 21 – 14 | 21 – 16 |       |

## Knockoutfase
| Zestiende finale | Zestiende finale            | Zestiende finale | Zestiende finale | Zestiende finale |  |    | Achtste finale           | Achtste finale              | Achtste finale | Achtste finale | Achtste finale |  |  | Kwartfinale | Kwartfinale              | Kwartfinale | Kwartfinale | Kwartfinale |  |  | Halve finale | Halve finale           | Halve finale | Halve finale | Halve finale |  |              | Finale           | Finale                 | Finale       | Finale       | Finale |
|                  |                             |                  |                  |                  |  |    |                          |                             |                |                |                |  |  |             |                          |             |             |             |  |  |              |                        |              |              |              |  |              |                  |                        |              |              |        |
| 1                | Walsh / May                 | 21               | 21               |                  |  |    |                          |                             |                |                |                |  |  |             |                          |             |             |             |  |  |              |                        |              |              |              |  |              |                  |                        |              |              |        |
| 15               | Arvaniti / Koutroumanidou   | 17               | 12               |                  |  |    | 1                        | Walsh / May                 | 20             | 21             | 15             |  |  |             |                          |             |             |             |  |  |              |                        |              |              |              |  |              |                  |                        |              |              |        |
| 18               | Kadijk / Leenstra           | 14               | 19               |                  |  | 12 | Nováková / Celbová       | 22                          | 15             | 11             |                |  |  |             |                          |             |             |             |  |  |              |                        |              |              |              |  |              |                  |                        |              |              |        |
| 12               | Nováková / Celbová          | 21               | 21               |                  |  |    |                          |                             |                |                |                |  |  | 1           | Walsh / May              | 21          | 21          |             |  |  |              |                        |              |              |              |  |              |                  |                        |              |              |        |
| 9                | Sfyri / Karadassiou         | 24               | 14               |                  |  |    |                          |                             |                |                |                |  |  | 41          | Shaylyn / Ribeiro        | 17          | 16          |             |  |  |              |                        |              |              |              |  |              |                  |                        |              |              |        |
| 46               | Jackie Silva / Juliana      | 26               | 21               |                  |  |    | 46                       | Jackie Silva / Juliana      | 21             | 12             |                |  |  |             |                          |             |             |             |  |  |              |                        |              |              |              |  |              |                  |                        |              |              |        |
| 41               | Shaylyn / Ribeiro           | 22               | 16               | 15               |  | 41 | Shaylyn / Ribeiro        | 23                          | 21             |                |                |  |  |             |                          |             |             |             |  |  |              |                        |              |              |              |  |              |                  |                        |              |              |        |
| 19               | Alexandra / Minello         | 20               | 21               | 13               |  |    |                          |                             |                |                |                |  |  |             |                          |             |             |             |  |  | 1            | Walsh / May            | 19           | 21           | 18           |  |              |                  |                        |              |              |        |
| 5                | Cook / Sanderson            | 21               | 21               |                  |  |    |                          |                             |                |                |                |  |  |             |                          |             |             |             |  |  | 5            | Cook / Sanderson       | 21           | 19           | 16           |  |              |                  |                        |              |              |        |
| 11               | Larrea / Fernández          | 15               | 19               |                  |  |    | 5                        | Cook / Sanderson            | 18             | 28             | 15             |  |  |             |                          |             |             |             |  |  |              |                        |              |              |              |  |              |                  |                        |              |              |        |
| 13               | Mason / DeNecochea          | 21               | 21               |                  |  | 13 | Mason / DeNecochea       | 21                          | 26             | 12             |                |  |  |             |                          |             |             |             |  |  |              |                        |              |              |              |  |              |                  |                        |              |              |        |
| 16               | Naidoo / Willand            | 8                | 18               |                  |  |    |                          |                             |                |                |                |  |  | 5           | Cook / Sanderson         | 21          | 17          | 15          |  |  |              |                        |              |              |              |  |              |                  |                        |              |              |        |
| 30               | Jantsjoelova / Jantsjoelova | 21               | 23               |                  |  |    |                          |                             |                |                |                |  |  | 8           | Benoit / Kuhn            | 12          | 21          | 13          |  |  |              |                        |              |              |              |  |              |                  |                        |              |              |        |
| 22               | Clarke / Gerlic             | 19               | 21               |                  |  |    | 30                       | Jantsjoelova / Jantsjoelova | 12             | 16             |                |  |  |             |                          |             |             |             |  |  |              |                        |              |              |              |  |              |                  |                        |              |              |        |
| 21               | Ahmann / Vollmer            | 19               | 24               | 12               |  | 8  | Benoit / Kuhn            | 21                          | 21             |                |                |  |  |             |                          |             |             |             |  |  |              |                        |              |              |              |  |              |                  |                        |              |              |        |
| 8                | Benoit / Kuhn               | 21               | 22               | 15               |  |    |                          |                             |                |                |                |  |  |             |                          |             |             |             |  |  |              |                        |              |              |              |  |              | 1                | Walsh / May            | 21           | 21           |        |
| 3                | Adriana Behar / Shelda      | 21               | 21               |                  |  |    |                          |                             |                |                |                |  |  |             |                          |             |             |             |  |  |              |                        |              |              |              |  |              | 3                | Adriana Behar / Shelda | 19           | 19           |        |
| 28               | Tokuno / Kusuhara           | 12               | 14               |                  |  |    | 3                        | Adriana Behar / Shelda      | 16             | 24             | 15             |  |  |             |                          |             |             |             |  |  |              |                        |              |              |              |  |              |                  |                        |              |              |        |
| 20               | Gaxiola / García            | 23               | 16               |                  |  | 24 | You Wenhui / Wang Lu     | 21                          | 22             | 9              |                |  |  |             |                          |             |             |             |  |  |              |                        |              |              |              |  |              |                  |                        |              |              |        |
| 24               | You Wenhui / Wang Lu        | 25               | 21               |                  |  |    |                          |                             |                |                |                |  |  | 3           | Adriana Behar / Shelda   | 21          | 21          |             |  |  |              |                        |              |              |              |  |              |                  |                        |              |              |        |
| 35               | Dumont / Martin             | 21               | 21               |                  |  |    |                          |                             |                |                |                |  |  | 6           | McPeak / Youngs          | 18          | 18          |             |  |  |              |                        |              |              |              |  |              |                  |                        |              |              |        |
| 34               | Boileau / Morin             | 8                | 14               |                  |  |    | 35                       | Dumont / Martin             | 11             | 11             |                |  |  |             |                          |             |             |             |  |  |              |                        |              |              |              |  |              |                  |                        |              |              |        |
| 6                | McPeak / Youngs             | 21               | 21               |                  |  | 6  | McPeak / Youngs          | 21                          | 21             |                |                |  |  |             |                          |             |             |             |  |  |              |                        |              |              |              |  |              |                  |                        |              |              |        |
| 23               | Håkedal / Tørlen            | 19               | 16               |                  |  |    |                          |                             |                |                |                |  |  |             |                          |             |             |             |  |  | 3            | Adriana Behar / Shelda | 21           | 21           |              |  |              |                  |                        |              |              |        |
| 7                | Jordan / Davis              | 21               | 25               |                  |  |    |                          |                             |                |                |                |  |  |             |                          |             |             |             |  |  | 7            | Jordan / Davis         | 16           | 16           |              |  |              |                  |                        |              |              |        |
| 47               | Ana Richa / Larissa         | 17               | 23               |                  |  |    | 7                        | Jordan / Davis              | 18             | 26             | 15             |  |  |             |                          |             |             |             |  |  |              |                        |              |              |              |  |              |                  |                        |              |              |        |
| 10               | Lahme / Müsch               | 14               | 19               |                  |  | 14 | Pohl / Rau               | 21                          | 24             | 9              |                |  |  |             |                          |             |             |             |  |  |              |                        |              |              |              |  |              |                  |                        |              |              |        |
| 14               | Pohl / Rau                  | 21               | 21               |                  |  |    |                          |                             |                |                |                |  |  | 7           | Jordan / Davis           | 19          | 21          | 23          |  |  |              |                        |              |              |              |  | Troostfinale | Troostfinale     | Troostfinale           | Troostfinale | Troostfinale |        |
| 4                | Tian Jia / Wang Fei         | 21               | 18               | 15               |  |    |                          |                             |                |                |                |  |  | 2           | Ana Paula / Sandra Pires | 21          | 9           | 21          |  |  |              |                        |              |              |              |  |              |                  |                        |              |              |        |
| 40               | Claasen / Deister           | 19               | 21               | 17               |  |    | 40                       | Claasen / Deister           | 19             | 13             |                |  |  |             |                          |             |             |             |  |  |              |                        |              |              |              |  | 5            | Cook / Sanderson | 21                     | 21           |              |        |
| 2                | Ana Paula / Sandra Pires    | 21               | 21               |                  |  | 2  | Ana Paula / Sandra Pires | 21                          | 21             |                |                |  |  |             |                          |             |             |             |  |  |              |                        |              |              |              |  | 7            | Jordan / Davis   | 16                     | 17           |              |        |
| 44               | Barrera / Jaouen            | 8                | 8                |                  |  |    |                          |                             |                |                |                |  |  |             |                          |             |             |             |  |  |              |                        |              |              |              |  |              |                  |                        |              |              |        |

1997 ·
1999 ·
2001 ·
2003 ·
2005 ·
2007 ·
2009 ·
2011 ·
2013 ·
2015 ·
2017 ·
2019 ·
2022 ·
2023